# هجوم سيارة تشوهاى 2024
هجوم سيارة تشوهاى 2024 بالانجليزية (2024 Zhuhai car attack) بالصينيه (2024年珠海汽車攻擊事件) في 11 نوفمبر 2024، قاد رجل سيارة رياضية متعددة الأغراض نحو أشخاص على مضمار التمارين الرياضية في مركز تشوهاي الرياضي في تشوهاي ، قوانغدونغ الصين، مما أسفر عن مقتل 35 وإصابة 43 آخرين. ثم حاول السائق الانتحار بقطع نفسه بسكين؛ وتم احتجازه وإرساله إلى المستشفى. ويُعتقد أن الرجل كان مدفوعًا بالغضب من تسوية الطلاق الأخيرة.
تم حظر مقاطع الفيديو والتغطية الإعلامية للهجوم على الإنترنت. ولم يتم الكشف عن تفاصيله حتى اليوم التالي، وهو التأخير الذي أثار انتقادات شديدة على منصات التواصل الاجتماعي الصينية.
وهذا هو الهجوم الأكثر دموية بالصدم بالسيارات في الصين منذ هجوم أورومتشي مايو 2014.

## الهجوم

خريطة للمركز الرياضي، المسار الذي سلكه السائق عبر مسار المشي مشار إليه باللون الأحمر

تم تشديد الإجراءات الأمنية في تشوهاى، والتي كان من المقرر أن تستضيف معرض جوي مدنيًا وعسكريًا كبيرًا في اليوم التالي، وهو معرض الصين الدولي للطيران والفضاء (معرض تشوهاى الجوي).
في 11 نوفمبر 2024 (GMT+8) حوالي الساعة 19:48 قاد المهاجم سيارة رياضية متعددة الأغراض بسرعة 70-80 كم/ساعة (43-50 ميلاً في الساعة) إلى الناس بينما كان حوالي 300 منهم يمارسون الرياضة في مضمار الجري بمركز تشوهاى الرياضي. قال شاهد عيان إن السائق قاد سيارته في حلقة على مضمار الجري ، مما أدى إلى صدم العديد من الأشخاص.
كان بعض الضحايا يرتدون الزي الرياضي لمجموعة تمارين رياضية محلية ووفقًا لشاهد عيان، كان معظم الضحايا من الأشخاص في منتصف العمر أو كبار السن في مجموعات تمارين رياضية. كان هناك عادةً ست أو سبع مجموعات تمشي في المجمع الرياضي كل يوم، مصحوبة بالموسيقى. ربما خففت الموسيقى الصاخبة من الأصوات الأولية للهجوم، مما ترك للناس وقتًا قصيرًا للرد.
صرح المهندس المعماري الذي صمم مركز اللياقة البدنية لصحيفة ليانخه زاوباو بأنه لا يُسمح للمركبات بالدخول إلى المضمار، الذي تحيط به أعمدة حجرية وأسوار. ويشتبه في أن الجاني دخل المنطقة بسيارته من الجانب الآخر للملعب.
وفي 12 نوفمبر/تشرين الثاني، قالت شرطة تشوهاى إن الهجوم أسفر عن مقتل 35 شخصًا وإصابة 43 آخرين. وفي 13 نوفمبر/تشرين الثاني، قالت وزارة الخارجية الصينية إنه لم يكن هناك أي مواطنين أجانب بين الضحايا

## التحقيق
وفقًا لبيان الشرطة، كان المشتبه به رجلًا مطلقًا يبلغ من العمر 62 عامًا ويحمل لقب فان ( بالصينية :樊). تم القبض عليه أثناء محاولته الفرار من مكان الحادث. تم العثور عليه فاقدًا للوعي مع جروح في رقبته تتفق مع إيذاء النفس في سيارته وتم نقله إلى المستشفى للعلاج. قالت الشرطة إن فان دخل في غيبوبة بعد أن جرح نفسه في الرقبة والصدر بسكين. ادعت التقارير الأولية أن الهجوم نابع من السخط بشأن التسوية المالية لطلاقه. لاحظ الصحفيون أن الركود الاقتصادي في الصين قد يكون عاملاً مساهماً، مما يشير إلى وجود علاقات بين اتجاه الهجمات العشوائية والركود الاقتصادي والضغوط الاجتماعية المتزايدة في البلاد.
كانت السيارة المستخدمة في الهجوم من طراز بكين BJ40 تم شراؤها من وكالة بيع محلية. تعد BJ40 مركبة كبيرة للطرق الوعرة تزن حوالي 2 طن وتبلغ قيمتها حوالي 200 ألف يوان صيني ( 31 ألف دولار أمريكي). اشترى فان السيارة بقرض قبل أسبوع من الهجوم واستلمها في 10 نوفمبر، أي في اليوم السابق للهجوم.

## بعد العجوم

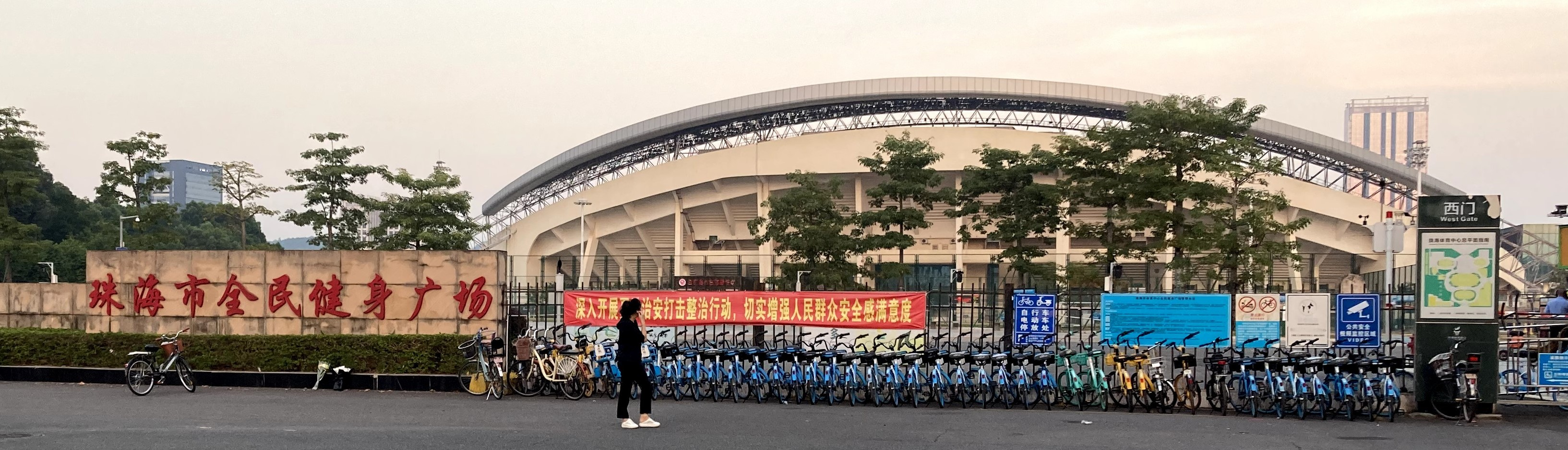
البوابة الغربية للملعب في اليوم التالي للهجوم

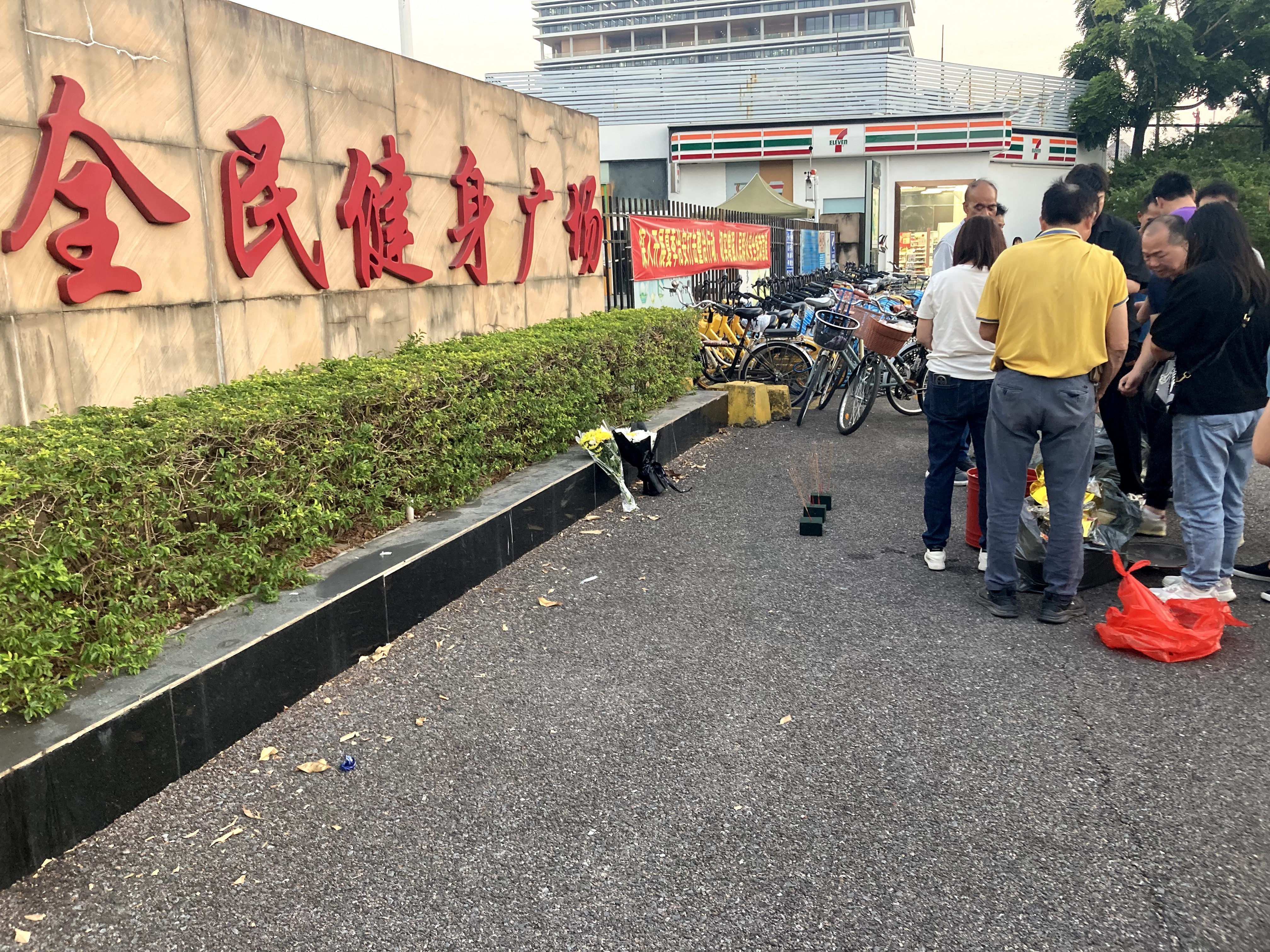
المعزين عند البوابة الغربية لمركز تشوهاي الرياضي في اليوم التالي للهجوم

وبعد وقت قصير من الهجوم، توجه العديد من السكان المحليين إلى المستشفيات وبنوك الدم للتبرع بالدم، وشكلوا طوابير طويلة طوال الليل.
تم إنشاء نصب تذكاري مؤقت في موقع الهجوم، لكن السلطات الصينية سرعان ما بدأت في إزالة أكاليل الزهور والشموع والكحول الموضوعة هناك، بينما أغلقت الوصول إلى منطقة الوقفة الاحتجاجية المؤقتة. أخبرت الشرطة في الموقع الزوار أن هناك "قوى أجنبية معادية ذات نوايا خبيثة"، وفقًا لصحيفة جريدة جنوب الصين الصباحية.
وصل مسؤولون محليون، بمن فيهم سكرتير لجنة الحزب الشيوعي الصيني ورئيس البلدية، إلى مكان الحادث للإشراف على عمليات الإنقاذ وتشكيل فريق عمل لتسريع العلاج الطبي للمصابين والتحقيق في الهجوم ودعم أسر الضحايا. أصدر مركز تشوهاى الرياضي إشعارًا في حوالي الساعة 9 مساءً يوم 11 نوفمبر، يعلن فيه تعليق العمليات على الفور. أصدر الأمين العام للحزب الشيوعي الصيني ، شي جين بينج ، إلى جانب رئيس مجلس الدولة لي تشيانغ ، توجيهات مساء يوم 12 نوفمبر، تدعو إلى بذل كل الجهود لعلاج المصابين، ومعاقبة الجاني بشدة وفقًا للقانون، واتخاذ تدابير للتخفيف من المخاطر المجتمعية. عقد هوانج كونمينج ، عضو المكتب السياسي للحزب الشيوعي الصيني وأمين الحزب الشيوعي الصيني في قوانغدونغ، سلسلة من مؤتمرات الفيديو في أعقاب الهجوم، بما في ذلك جلسة خاصة للجنة مقاطعة قوانغدونغ لبناء قوانغدونغ آمنة.
في 12 نوفمبر، حذرت السفارة اليابانية في الصين رعاياها من قضايا الأمن الشخصي في الصين ، ونصحت اليابانيين بعدم التحدث باللغة اليابانية بصوت عالٍ في الأماكن العامة. أعرب كبير أمناء مجلس الوزراء يوشيماسا هاياشي عن تعازيه وتعاطفه مع الضحايا وأسرهم، وذكر أنه لا يوجد مواطنون يابانيون بين الضحايا وفقًا للتقارير الحالية.

### الرقابة من قبل السلطات الصينية
كانت عمليات البحث عن الهجوم وما حدث خاضعة للرقابة في الأصل. وخلال الساعات الأولى بعد الهجوم، طُلب من وسائل الإعلام الصينية عدم الإبلاغ عن هذه القضية. كما خضعت المقالات والمشاركات التي تتضمن صورًا ومقاطع فيديو للأحداث في يوم الهجوم للرقابة خلال أول 24 ساعة بعد الهجوم. ونظرًا لأن الهجوم وقع قبل يوم واحد فقط من افتتاح معرض تشوهاى الجوي ، فقد تسببت هذه الإجراءات في مزيد من التوترات على منصات التواصل الاجتماعي الصينية، حيث غضب الناس من تأخير التفاصيل المتعلقة بالهجوم. كما خضع وسم يشير إلى عدد القتلى للرقابة على موقع Weibo ، وهو موقع صيني للتدوين المصغر.
في صباح يوم 12 نوفمبر، لم يكن على موقع ويبو سوى منشورات غامضة تشير إلى حدوث شيء ما في تشوهاى. وفي الوقت نفسه، انتشرت مقاطع فيديو على موقع X خارج البر الرئيسي للصين. نشر المعلم لي ليس معلمك مقطع فيديو على موقع X يظهر فيه عدة أشخاص مستلقين على الأرض وامرأة تصرخ من الألم بينما كان رجل إطفاء يقدم المساعدة للضحية.
في 12 نوفمبر، تعرض صحفيو بي بي سي نيوز بما في ذلك ستيفن ماكدونيل، للمقاطعة والدفع أثناء تغطيتهم الحية من قبل مسؤولين مشتبه بهم من الحزب الشيوعي الصيني متنكرين في هيئة سكان محليين لمنع التغطية. غرد مراسل تلفزيون تي بي إس أنه كان محاطًا بأشخاص أثناء تغطيته قبل إحضاره إلى الشرطة، التي طلبت منه حذف جميع المواد الخاصة به. وظل المسؤولون المحليون خارج وحدات العناية المركزة حيث تم نقل الضحايا المصابين بعد الهجوم ومنعوا الصحفيين من التحدث مع أفراد الأسرة.
قالت باحثة في مجال الرقابة الصينية من جامعة هونج كونج المعمدانية إن الرقابة على المعلومات المتعلقة بالحوادث التي تؤدي إلى ارتفاع عدد القتلى أمر طبيعي في الصين. وتعتقد أن السبب وراء ذلك هو تقليل الذعر واحتمال وقوع جرائم مقلدة.

## انظر ايضا
هجوم أورومتشي مايو 2014

## وصلات الخارجية
فيديو رجل يقتل العشرات في . هجوم بسيارة في الصين نيويورك تايمز ، 12 نوفمبر 2024